# Zezé Procópio
Zezé Procópio (Varginha, 12 augustus 1913 – Valença, 8 februari 1980) was een Braziliaanse voetballer.

## Biografie
Procópio begon zijn carrière bij Villa Nova, dat in de hoogste klasse van het Campeonato Mineiro speelde. Na vier titels met deze club wisselde hij naar Atlético Mineiro, waarmee hij in 1938 kampioen werd. In 1942 en 1947 werd hij met Palmeiras ook nog staatskampioen van São Paulo. Hij speelde ook 20 wedstrijden voor het nationale elftal en speelde op het WK 1938. 